# 伊東美姫
伊東 美姫（いとう みき、1990年5月12日 - ）は、日本のAV女優。デビュー当時のプロフィールは1989年3月8日、1989年5月8日。

## 人物・略歴
- 2011年3月に「ミラクル美乳 4時間デビュー」でh.m.pよりAVデビュー[1]。2012年11月に「和希レナ」に改名。現在はティーパワーズに所属。
- 趣味:買い物、ネイルアート、ダーツ
- 特技:フィギュアスケート

## 作品

### イメージビデオ
- 初裸 virgin nude（2011年2月10日、REbecca(レベッカ)）

### アダルトビデオ
2011年
- ミラクル美乳 4時間デビュー（3月4日、h.m.p）
- 生々しいセックスと初々しいエクスタシー（4月1日、h.m.p）
- プリップリン美巨乳を徹底的にいじるSEX（5月6日、h.m.p）
- 出された精子、ぜんぶ飲みます。（6月3日、h.m.p）
- 縁故入社の絶対に出演させてはいけなかったワケありSOD女子社員 真の「お嬢様」女子社員は、まさかの「ド変態」で待ってましたとばかりに出演OK!!（7月7日、SODクリエイト）
- カラダを売りにするS級素人（7月8日、S級素人）
- 2011真夏のSOD女子社員 ポロリだらけのビチョ濡れ超過激水泳大会＆本邦初公開!!水泳大会終了後のハレンチ全裸大宴会（8月6日、SODクリエイト）
- エロ本を立ち読みしている年頃の女子校生に勃起チ○ポを擦りつけた（8月6日、ヒビノ）
- スケベな親子がエッチなゲーム一転知らずに近親相姦 父親なら娘の裸当ててみて！美人姉妹スペシャルパート3 ～見て、触って、ハメて、父親はカラダのパーツだけで自分の娘がわかるかな!?（8月6日、ROCKET）
- 元フィギュアスケート選手 美乳ボディ 完全版（9月2日、ビデオバンク）
- 社内情事 巨乳OL（9月13日、ハヤブサ）
- 犯される女子校生 レイプされる5人の女子校生（9月19日、GLAY’z IMPACT）
- フェラコレ2011秋SP（10月25日、ハヤブサ）共演:仁科百華、しずく、前田陽菜、若井心菜、野々宮ヒカル、島村菜々、小倉もも、星野あいか、香奈芽涼、京野ななか、高城みくり、小沢優名、前田優希、三橋ひより、つぼみ、小坂めぐる、野中あんり、芽衣奈、Alice、音羽レオン、真鍋紗愛、長谷川聖那、若菜亜衣、他6名
- 清楚な人妻のふりして変態マゾだな 視姦されてオナニーすると興奮するのかよ（11月4日、映天）共演:水樹アリア、佐藤エリナ、成美雪菜
- 青姦露出-完璧BODY巨乳痴女-（12月25日、美）

2012年
- 連続イカせBomb!4時間（1月1日、ビデオバンク）共演:綾音ゆりあ 眞木あずさ 紫彩乃 伊東美姫 三咲恭子 水野つかさ 佐倉カオリ あずみ恋 篠原杏 木下若菜 北川瞳 瀬乃ゆいか
- 再婚相手の連れ子は超可愛い美人巨乳ギャル姉妹!!こんなクソババアをイヤイヤ嫁にした俺の狙いはもちろん巨乳!!生意気な義娘に性的なお仕置きをしたら恥ずかしそうにチ○ポを求めるようになった…（1月7日、GARCON）共演:北川瞳
- 野外人妻羞恥 6（1月7日、映天）
- 3COLORS-色で魅せる情熱SEX-（1月13日、E-BODY）
- kira☆kira BLACK GAL 逆レイプ 〜男を犯す超絶品BODY〜（1月19日、kira☆kira）
- ペニバンレズキャットファイト 激エロ真剣イカセデスマッチ!!（2月9日、GARCON）共演:橘ひなた、遥美結、深田梨菜
- 上司に!!嫌いな男性社員に!!強制奉仕させられ犯されるOLたち（2月13日、ハヤブサ）共演:椎名みくる、Alice、小坂めぐる、武藤クレア、前田優希
- M男パラダイス 27 もち肌巨乳お姉さんのヒワイなM男調教（4月25日、未来 フューチャー）
- Sadistic Lady 07（5月1日、U&K）
- kira☆kira 出張ギャルソープ 完璧BODYの泡姫GAL（5月19日、kira☆kira）
- 超ド迫力!接写フェラチオと放尿もろかぶり 3（10月12日、ケイ・エム・プロデュース）共演:	泉麻那、笠木忍、石倉えいみ、水城奈緒、水澤りの、望月伊織、みなみ瀬奈、前田優希、北川エリカ、芹那

「和希レナ」名義
- 侵入者（11月7日、アタッカーズ）
- 獣たちの性奴隷3（12月7日、アタッカーズ）

2013年
- 被虐の家庭教師2（1月7日、アタッカーズ）
- 「このオンナ、最上級。」 12（1月22日、プレステージ）
- 花魁撫子でありんす 花魁8号（2月22日、ワンダフル）

## テレビ
- ビ〜チ9（2011年4月30日、テレビ埼玉）…ロケゲスト
- 桃のささやき #23（2011年5月11日初回放送、MONDO TV）